# 향산리 돌로마이트질 석회암층
향산리 돌로마이트질 석회암층(Hyangsanri Dolomitic Limestone Formation, 香山里 白雲巖質 石灰巖層)은 대한민국 옥천 습곡대 옥천 누층군의 변성퇴적암 지층으로 충주시 종민동에서 목벌동의 충주 활옥동굴을 지나 괴산군 불정면 탑촌리까지 추적되는 돌로마이트질 석회암 지층이다. 드라마 D.P.가 촬영된 충주 활옥동굴이 향산리 돌로마이트질 석회암층 중에 위치한다.

## 암상
- 충주 지질도폭(1965)의 향산리 돌로마이트질 석회암층은 충주시 종민동에서 목벌동과 살미면 향산리를 지나 대소원면 매현리에 이르기까지 계명산층의 남동부를 따라 대상 분포하는 지층이다. 하부의 계명산층을 정합으로 덮으며 백색 내지 회백색의 돌로마이트질 석회암으로 구성된 지층이고 곳에 따라 녹렴석, 석류석, 규회석 등으로 된 스카른 광물이 발달한다. 종민동 남동부와 살미면 재오개리에서 각각 동-서 및 서북서-동남동 주향의 주향 이동 단층에 의해 250~450 m 정도 수평 변위된다. 살미면 향산리와 직동 지역에서 이 지층의 주향과 경사는 북동 60~70°및 북서 50~60°이다. 종민동 지역에서는 남-북 주향에 서쪽으로 경사한다.[1]
- 황강리 지질도폭(1965)의 향산리 돌로마이트질 석회암층은 충주시 목벌동, 계명산층 분포지 동쪽에 분포하며 이 일대에 대규모로 분포하는 활석 광상의 모암이다. 본 지층은 치밀하고 부분적으로 판상구조를 나타내는 돌로마이트질 석회암과 백색~담홍색 결정질 괴상석회암으로 구성되며 남에서 북으로 갈수록 주향이 북동 60°에서 북서 50°로, 경사가 북서 65°에서 남서 70°로 변한다. 이 부분에 충주 활옥동굴이 발달한다.[2]
- 목계 지질도폭(1971)의 충주층군 향산리 돌로마이트질 석회암은 충주시 용탄동과 종민동에 분포하며 용탄동에서 단층과 화강암의 관입으로 분포가 끊어진다. 본 지층은 계명산층과 정합 내지 단층으로 접하고 대향산 규암층과 정합으로 접한다. 본 지층은 충주층군의 중부 지층으로서 지표면에서는 외관상 계명산층에 의해 덮이는 것처럼 보이나 이는 충주층군 전체가 역전되어 있기 때문이다. 본 지층은 유백색 내지 회색을 띠고 동-서 주향에 남쪽으로 경사한다.[3]

## 연구
이종혁(1972)은 종래의 층서를 뒤집어 향산리 돌로마이트질 석회암층이 맨 밑에 놓인다고 하였다. 본 지층은 돌로마이트이라기보다 석회규산염암 내지 방해석편암(calc-schist)으로 변한다.
장기홍(1972)은 향산리 돌로마이트층에서 고배류 화석을 보고하고 이 지층을 고생대 캄브리아기에 해당한다고 주장했다. 화석이 발견된 곳은 충주시 살미면 향산리 32-2 (북위 36° 55′ 40.76″ 동경 127° 56′ 09.57″ / 북위 36.9279889°  동경 127.9359917° )로 돌로마이트 지층 내에 소규모 습곡과 단층 등이 발달한다.
강지훈과 류충렬(1997)에 의하면 향선리 돌로마이트층은 니질암 기원 운모편암, 염기성질암 기원의 녹색암과 탄산염질암 기원의 결정질석회암으로 구성된다. 구조적 상부인 계명산층의 염기성 및 산성질암과 접하고 구조적 하부인 대향산 규암층의 변성암류와 접한다.
- 이하영 외(1989)는 충주시와 옥천군의 향산리 돌로마이트층에서 Microdictyon sp.?의 화석을 발견하고 향산리 돌로마이트를 고생대 캄브리아기에 대비하였다.[8] 그러나 최덕근 외(2012)는 이 화석의 존재가 재확인되어야 한다고 했다.[9]

유인창과 김태훈(2009)에 의하면 충주시 종민동-목벌동 지역에서 향산리 돌로마이트층은 주로 유백색~담회색 돌로마이트, 담적색 호상석회암, 녹색의 석회질-니질암으로 구성되며 박층의 규암이 돌로마이트 내에 협재된다. 또한 지층 내에 퇴적동시성 변형구조인 슬럼프 구조가 나타나며, 이는 완만한 경사의 사면 퇴적 환경을 지시한다. 향산리 돌로마이트층은 하부의 대향산 규암층과는 점이적이고 정합적이나, 계명산층과의 경계에는 단층파쇄암으로 보이는 파쇄암이 나타나고 돌로마이트가 반복 출현하는 양상을 보여, 양자의 경계는 충상단층이며 계명산층이 향산리 돌로마이트층 위로 충상된 것으로 해석하였다.
최덕근 외(2012)에 의하면 향산리 돌로마이트층은 유백색~담회색 괴상(일부 층상)의 돌로마이트와 석회암으로 구성되며 두께 1 m 이하의 규암과 고철질 화산암층이 협재된다. 이 지층은 충주호 서부 지방도 제531호선을 따라 잘 드러나며 층서적으로 계명산층(870 Ma)과 문주리층(750 Ma) 사이에 있어 신원생대의 지층으로 해석된다. 장기홍(1972)이 발견한 고배류 화석은 사실 고배류 화석이 아닌 것으로 밝혀졌다.

### 충주댐석면
2015년 충주댐 인근의 돌로마이트에서 석면 광맥이 무더기로 산출되어 식수원인 남한강에 대한 우려가 제기되었다. 충주댐 일대의 지질은 옥천 누층군 계명산층, 향산리 돌로마이트질 석회암층, 대향산 규암층, 문주리층과 이를 관입한 백악기 흑운모 화강암 등이 분포한다. 석면을 함유한 돌로마이트는 이를 관입한 화강암의 열수 변질작용을 받아 방해석, 투각섬석, 양기석, 투휘석, 활석, 석영 등의 광물이 있는 돌로마이트질 석회암이 형성되었다. 석면은 주로 각섬석계 석면이며 층리면을 따라 수 밀리미터~센티미터 단위로 산출된다. 돌로마이트가 석면 광물로 변성 받으려면 다수의 석영과 규질 유입이 필요한 바, 이상희(2017)는 향산리 돌로마이트질 석회암층 자체가 석영을 포함하고 화강암 관입 시 마그마 내부의 규질 성분이 있고 향산리 돌로마이트질 석회암층 위의 대향산 규암층에서도 규질 성분의 유입이 가능해 활석 및 석면 성분이 많은 것으로 판단했다.

## 동양활석광산
동양활석광산은 충주시 목벌동에 있는 활석 광산으로 오늘날 충주 활옥동굴이 되었다.
동양활석광산의 광체는 하누골, 돈대미, 신흥 본항, 중원, 조선 6개 광체에서 개발되었으며 이들 광체는 향산리 돌로마이트질 석회암층 중, 대향산 규암층과의 경계로부터 약 40~80 m (주로 60 m) 지점의 돌로마이트 내에 발달한다. 이 6개의 광체는 향산리 돌로마이트층의 동일층준을 따라 산출되나 지표에서 수평방향으로는 첨멸되어 연속되지 못하고 경사방향으로 발달하여 파이프 모양으로 서쪽으로 40°경사하여 산출된다. 활석광체가 있는 곳은 대체로 배사 습곡의 머리 부분에 해당하며 배사 습곡의 축과 평행한 소규모 습곡이 우세하게 발달한다.
김형식과 조동수(1993)는 충주 목벌동에 있는 활석광상의 활석은 향산리 돌로마이트질 석회암층 내 규질 돌로마이트가 옥천변성대를 형성한 중압형 광역변성작용을 받아 형성된 것으로 추정하였으며 접촉변성작용 또는 열수 작용의 흔적은 찾아볼 수 없다. 변성 기원의 증거로는 열수 광상 주변에 일반적으로 나타나는 유화 광물이나 스카른 광물의 존재가 확인되지 않았고, 석영맥은 광산 주변에 국한되지 않고 광역적으로 발달한다.
박희인 외(1995)는 향산리 돌로마이트를 하부의 돌로마이트, 중부의 석회암, 상부의 돌로마이트 3개 층준으로 나누었으며 지층의 전체 두께는 300~400 m이다. 하부 돌로마이트층은 두께 100~200 m이며 백색 돌로마이트로 구성된다. 중부 석회암층은 분홍색의 호상석회암으로 구성되며 박층의 회색 석회암, 규암-견운모편암, 백색 돌로마이트, 규암, 석회질천매암이 협재된다. 상부 돌로마이트층은 백색 돌로마이트와 규암으로 구성되며 두께는 8~28 m이다. 동양활석광상의 광화대는 모두 대향산 규암층과의 경계에서 상부 40~80 m의 하부 돌로마이트층에 발달하며 광체는 지층 중에 발달하는 침강습곡 내에 발달한다. 활석광상은 옥천대가 겪은 여러 차례의 변형 작용중 마그마 기원의 유체에 의하여 생성된 열수교대 광상으로 해석된다.
신동복 외(2004)에 의하면 동양활석광상에서 향산리 돌로마이트층은 하부의 돌로마이트, 중부의 담적색의 호상석회암 그리고 상부의 돌로마이트로 구성된다. 광체는 하부 돌로마이트층에 발달하며 두께 100~200 m의 백색 돌로마이트로 구성된다. 광상에서 산출되는 활석은 백운석 기원과 투각섬석 기원 두 종류가 있는데 투각섬석 기원의 활석은 불순물인 철과 알루미늄 함량이 더 높아 광석의 품위가 떨어진다.

## 충주 활옥동굴
활옥광산, 구 동양광산은 1900년에 발견되어 옥천 누층군 향산리 돌로마이트질 석회암층의 백옥, 활석, 백운석(Dolomite, 돌로마이트)를 채취하던 광산이다. 100년이 넘는 기간 동안 갱도 57 km(비공식 87 km)와 수직고 711 m가 개발되었고 아시아 최대 규모의 500마력 권양기, 지하로 내려가는 45°경사의 사갱, 광차 등이 현장에 보존되어 있다. 활옥광산은 전성기 충주시민 1천여 명이 일할 정도로 성장하였으나 1990년대 이후 고품질 원석이 고갈되어 쇠퇴하였고 2019년 관광자원으로 개발, 관광 동굴인 충주 활옥동굴로 재탄생하였다.
충주 활옥동굴
- 동굴 입구
- 광산의 역사
- 정단층
- 정단층
- 정단층
- 건강테라피실로 가는 길
- 건강테라피실 내부
- 500마력 권양기
- 활석 야적장 사진
- 활석 채굴 광경 사진
- 활석 채굴 현장 사진
- 드라마 D.P. 촬영 안내판
- 정단층
- 정단층
- 300마력 권양기
- 연못
- 석회암과 셰일
- 낙수구간. 오른쪽 검은색 부분에서 지하수가 유출되고 있다.
- 광부 모형
- 갱내 화약 취급소
- 식물을 키우는 동굴농원
- 동굴농원 벽면
- 동굴농원 벽면
- 동굴농원 벽면
- 동굴호수. 내부에 철갑상어가 서식하고 있다.
- 단층
- 단층 근경
- 단층 근경

아래 사진은 동굴 내부 대규모로 발달하는 습곡의 모습이다. 이 습곡은 입구의 기프트샵을 지나 첫번째 갈림길이 나오기 전에 있다.
충주 활옥동굴 내 대규모 습곡
- 향사습곡 전경 (파노라마)
- 습곡 좌익
- 습곡 중앙
- 습곡 우익

## 같이 보기
- 충주 활옥동굴
- 옥천 누층군
- 충주시의 지질
- 제천시의 지질
- 문주리층